# Guipry-Messac
Guipry-Messac é uma comuna francesa na região administrativa da Bretanha, no departamento de Ille-et-Vilaine. Estende-se por uma área de 91.99 km². Em 2010 a comuna tinha 7 179 habitantes (densidade: 78 hab./km²).
Foi criada em 1 de janeiro de 2016, após a fusão das antigas comunas de Guipry e Messac.